# 봉사 학습

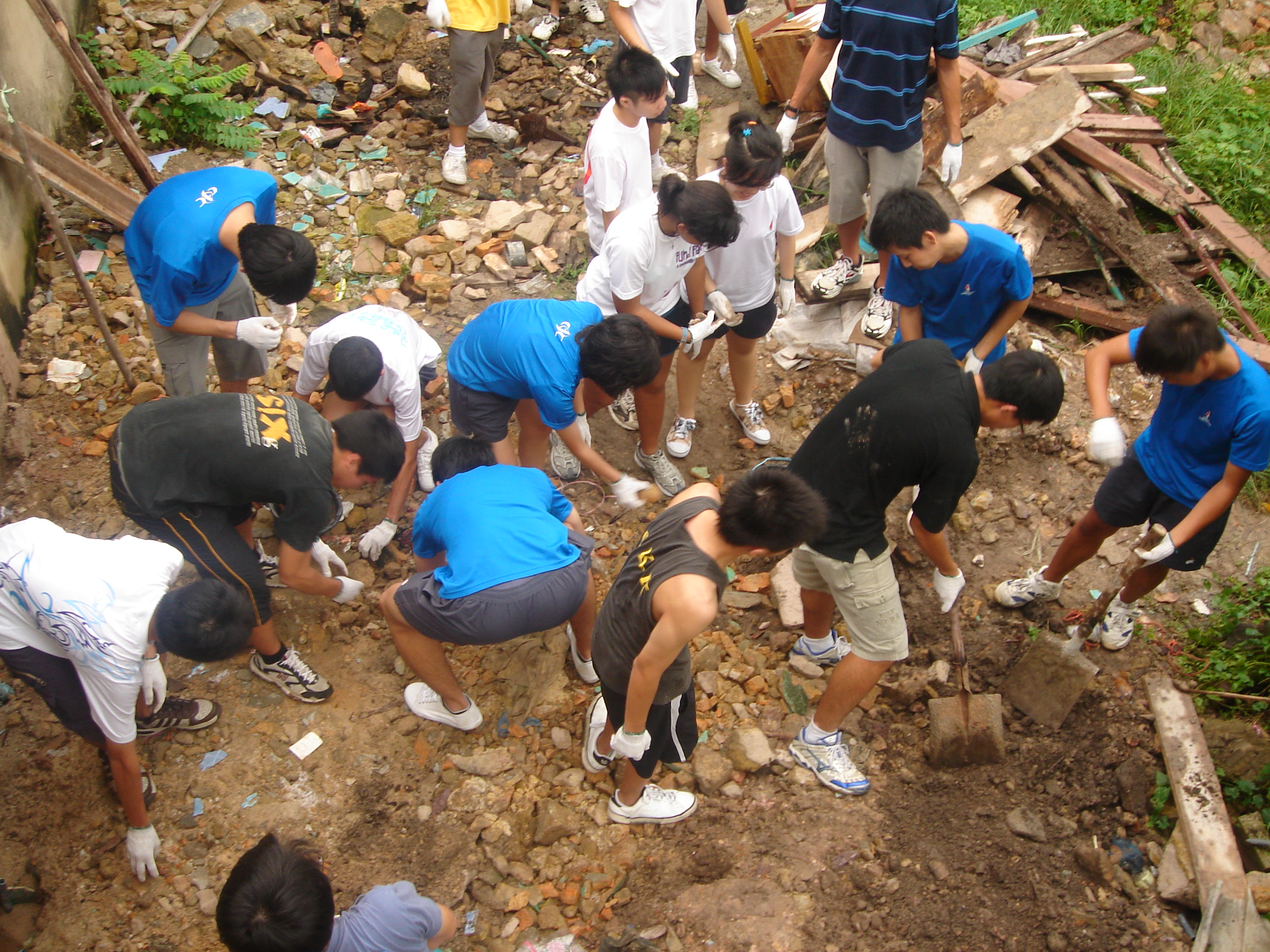
맥스팩 트래블(MaxPac Travel)에서 주최한 가톨릭 주니어 칼리지 학생들을 위한 부탐에서의 봉사 학습 프로젝트. 2009년 1월 15일

봉사 학습, 서비스 학습, 서비스 러닝(Service-learning)은 교실 학습 목표와 사회적 요구를 모두 충족하기 위해 지역사회 봉사를 활용하는 교육적 접근 방식이다. 모든 학년과 단계의 학생들에게 적용되어 왔다. 지역사회 기반 프로젝트는 교실 학습을 적용하여 지역 사회에 긍정적인 변화를 창출하도록 설계되었으며, 종종 지역 사회 단체가 참여한다. 최근 연구들은 지역사회 내 문화 간 공존을 촉진하는 전략으로서 시민 공존에 봉사 학습이 활용될 수 있음을 입증했으며, 이는 사회교육적 개입을 성공적으로 실행하는 데 필수적이다.
봉사 학습은 체험 학습과 지역사회 봉사를 결합한 것이다.

## 같이 보기
- 구성주의 (교육)
- 협동 교육